# Ajmer (distrikt)
Ajmer er et distrikt i staten Rajasthan i det nordlige Indien. Byen Ajmer er distriktets hovedby.
Ajmer-distriktet har et areal på 8,481 km² og en befolkning på 2.180.526 (folketælling i 2001). Distriktet ligger i det centrale Rajasthan og har grænser til Nagaur mod nord, Jaipur og Tonk mod øst, Bhilwara mod syd samt Pali mod vest.
26°27′N 74°38′Ø / 26.45°N 74.63°Ø